# Centro de salud El Greco (Getafe)
El Centro de Salud Universitario El Greco es un dispensario de atención primaria de la red sanitaria pública del Servicio Madrileño de Salud, situado en el municipio de Getafe, al sur de la Comunidad de Madrid. Es considerado un centro pionero en la aplicación de las nuevas tecnologías en la atención primaria de la salud en España.

## Localización
El edificio está ubicado en la Avenida de los Reyes Católicos s/n, en el extremo sur del getafense barrio de la Alhóndiga (Comunidad de Madrid), entre los kilómetros 13 y 14 de la carretera de Madrid a Toledo (A-42). Se encuentra a 1,7 km del Hospital Universitario de Getafe.

## Características
"El Greco" se inauguró en 1988 como centro de salud de titularidad y gestión públicas, atendiendo a la población de una de las zonas sanitarias en las que está dividido Getafe. La plantilla actual, repartida en turnos de mañana y de tarde, la componen 14 médicos de familia, 3 pediatras, 13 enfermeras, 2 auxiliares de enfermería, 8 auxiliares administrativos y 2 celadores.
Su directora actual es la doctora Isabel Ruiz Tapia, pediatra. 
Cuenta además, en el propio centro, con matrona, trabajadora social y psicóloga, mientras que otras unidades de apoyo se encuentran situadas en otros centros de salud cercanos: la de salud bucodental en el C. S. Juan de la Cierva y la de fisioterapia en el C. S. Las Ciudades, ambos en Getafe.
En la actualidad, Getafe cuenta con otros 7 centros de salud y un hospital universitario, establecimientos todos ellos de la red sanitaria pública madrileña, incluidos en la Dirección Asistencial Sur, dentro de la organización territorial del Servicio Madrileño de Salud.

## Centro docente
El Greco es un centro de salud con una importante dedicación docente, iniciada en 1991, y que abarca a médicos residentes (MIR) de Medicina de Familia y Comunitaria, MIR de Pediatría, PIR de psicología, EIR de Enfermería de Familia y Comunitaria, EIR de Enfermería Pediátrica, EIR de Matrona y estudiantes de Medicina y de Enfermería. Por este motivo, el nombre completo actual es Centro de Salud Universitario El Greco.

## Acreditaciones
- Acreditado en la Fase 1D de la promoción y apoyo a la lactancia materna exclusiva desde el nacimiento de la Iniciativa para la Humanización de la Asistencia al Nacimiento y Lactancia (IHAN) de la Organización Mundial de la Salud y UNICEF en la Jornada Anual de Reconocimiento y Entrega de las Acreditaciones IHAN a centros de salud y hospitales, celebrada el 28 de febrero de 2020 en el Ministerio de Sanidad.

## Otras actividades
Es un centro de salud pionero en la implantación y desarrollo de la historia clínica informatizada en España. También es la cuna del Grupo Independiente de Pediatras Informatizados (GIPI), que recoge en su web una relación de recursos para ayudar a ejercer la pediatría en atención primaria.

## Premios

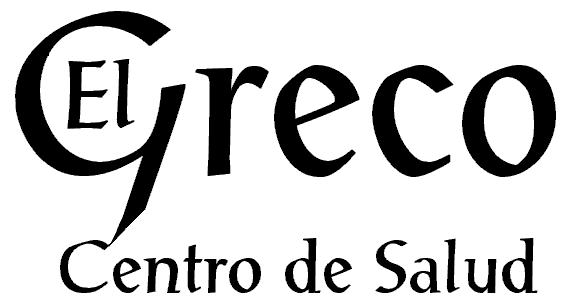
Logo del C. S. U. El Greco

- Premio al mejor centro centro de salud de la Comunidad de Madrid , concedido por la editorial Sanitaria 2000 en el año 2019. El breve discurso de agradecimiento que pronunció el director del centro al recoger el premio está disponible en la Red.
- Accésit por el proyecto "Autoevaluación EFQM",  en la segunda edición de los premios SEDAP-Ferrer de la Comunidad de Madrid, organizada por la Sociedad Española de Directivos de Atención Primaria, en 2018.
- Reconocimiento al personal de enfermería del centro del Consejo General de Enfermería (CGE) y el Monitor de Reputación Sanitaria (MRS), en 2022 y 2023.

·